# Kuri Kuri Mix
Kuri Kuri Mix (くりクリミックス Kuri Kuri Mikkusu?), även känt som The Adventures of Cookie & Cream i USA, är ett flerspelar-spel, action/äventyr. Utvecklat av From Software för PlayStation 2.
En ny version, Cookie & Cream, släpptes ut för Nintendo DS.

## Berättelse
Chestnut (också känd som Cookie i USA) och Cream är två kaniner som är på väg hem efter deras stams 'Moon Festival'-afton. Dock, på vägen möter de en budbärare som berättar att månen har försvunnit och om ingen hittar den kommer det inte bli någon mer festival. Efter att båda har fått en krona som symbol för mod av budbäraren, påbörjar de deras äventyr för att få tillbaka månen.

## Spelupplägg
Spelarna kan välja på två spellägen: versus och story. I story-läget (en eller två spelare), så måste spelarna vägleda Chestnut och Cream till målet innan tiden rinner ut. I story-läget med en spelare, måste spelaren styra både Chestnut och Cream samtidigt; vid två spelare styr båda en karaktär vardera. Genom spelet kommer Chestnut navigera genom många hinder. De flesta hinder kräver att Chestnut eller Cream genomför specifika handlingar så den andra kan fortsätta framåt förbi hinder. Spelarna ska avsluta varje bana innan tiden rinner ut, vilket även kan ökas med 20 och 50 sekunder genom att samla silver- respektive guldklockor. Genom story-läget kan spelarna samla pusselbitar för att låsa upp flera karaktärer för versus-läget. I versus-läget (två till fyra spelare) tävlar spelarna mot varandra för att samla så många poäng som möjligt.

## Karaktärer

### Chestnut
Chestnut är en av huvudkaraktärerna som spelaren styr i story-läget. Han är 10 år och har gul kropp. Han spelar banjo, och bär en krona i form av en krukväxt. Kallas Cookie i USA.

### Cream
Cream är den andra huvudkaraktären som spelaren styr i story-läget. Hon är 11 år, med en rosa kropp och blå klänning. Hon spelar maracas, och bär en krona i form av ett paraply.

## Mottagand
Spelet har haft mycket positiva recensioner efter det släpptes. Famitsu-magasinet gav spelet 30 av 40.